# Tênis nos Jogos Pan-Americanos de 1979
As competições de tênis nos Jogos Pan-Americanos de 1979 foram realizadas em San Juan, Porto Rico. Foi a sétima edição do esporte no evento, que foi disputado para ambos os sexos.

## Medalhistas
Masculino
| Evento           | Ouro                                         | Prata                                | Bronze                                    |
| ---------------- | -------------------------------------------- | ------------------------------------ | ----------------------------------------- |
| Simples detalhes | Mel Purcell USA Estados Unidos               | Ricardo Acuña CHI Chile              | Andrés Gómez ECU Equador                  |
| Duplas detalhes  | Andy Kohlberg Mel Purcell USA Estados Unidos | Ricardo Acuña Héctor Pérez CHI Chile | Ricky Díaz Ernie Fernández PUR Porto Rico |

Feminino
| Evento           | Ouro                                           | Prata                                     | Bronze                                          |
| ---------------- | ---------------------------------------------- | ----------------------------------------- | ----------------------------------------------- |
| Simples detalhes | Susan Hagey USA Estados Unidos                 | Trey Lewis USA Estados Unidos             | María Llamas MEX México                         |
| Duplas detalhes  | Susan Hagey Ann Henricksson USA Estados Unidos | Nicole Marois Hélène Pelletier CAN Canadá | Gigi Fernández Cristina González PUR Porto Rico |

Misto
| Evento          | Ouro                                     | Prata                                             | Bronze                                    |
| --------------- | ---------------------------------------- | ------------------------------------------------- | ----------------------------------------- |
| Duplas detalhes | Marlin Noriega Juan Boveda VEN Venezuela | Ann Henricksson Fritz Buehning USA Estados Unidos | Alejandra Vallejo Javier Ordaz MEX México |

## Quadro de medalhas
| Ordem | País               | Medalha de ouro | Medalha de prata | Medalha de bronze |    |
| ----- | ------------------ | --------------- | ---------------- | ----------------- | -- |
| 1     | USA Estados Unidos | 4               | 2                |                   | 6  |
| 2     | VEN Venezuela      | 1               |                  |                   | 1  |
| 3     | CHI Chile          |                 | 2                |                   | 2  |
| 4     | CAN Canadá         |                 | 1                |                   | 1  |
| 5     | MEX México         |                 |                  | 2                 | 2  |
| 5     | PUR Porto Rico     |                 |                  | 2                 | 2  |
| 7     | ECU Equador        |                 |                  | 1                 | 1  |
| TOTAL | TOTAL              | 5               | 5                | 5                 | 15 |

## Ligação externa
- Memoria VIII Juegos Deportivos Panamericanos San Juan, Puerto Rico 1979 (PDF), pág. 482–497
- Jogos Pan-Americanos de 1979